# Szudán a 2011-es úszó-világbajnokságon
Szudán a 2011-es úszó-világbajnokságon három úszóval vett részt.

## Úszás
Férfi
| Versenyző                 | Esemény                        | Selejtező | Selejtező | Elődöntő          | Elődöntő          | Döntő             | Döntő             |
| Versenyző                 | Esemény                        | Idő       | Helyezés  | Idő               | Helyezés          | Idő               | Helyezés          |
| ------------------------- | ------------------------------ | --------- | --------- | ----------------- | ----------------- | ----------------- | ----------------- |
| Mohamed Eltayeb           | Férfi 50 méteres gyorsúszás    | 29.49     | 105       | Nem jutott tovább | Nem jutott tovább | Nem jutott tovább | Nem jutott tovább |
| Mohamed Eltayeb           | Férfi 50 méteres hátúszás      | 35.98     | 38        | Nem jutott tovább | Nem jutott tovább | Nem jutott tovább | Nem jutott tovább |
| Mohamed Abdelrawf Mahmoud | Férfi 50 méteres gyorsúszás    | 27.67     | 87        | Nem jutott tovább | Nem jutott tovább | Nem jutott tovább | Nem jutott tovább |
| Mohamed Abdelrawf Mahmoud | Férfi 50 méteres pillangóúszás | 29.02     | 44        | Nem jutott tovább | Nem jutott tovább | Nem jutott tovább | Nem jutott tovább |

Női
| Versenyző               | Esemény                   | Selejtező | Selejtező | Elődöntő          | Elődöntő          | Döntő             | Döntő             |
| Versenyző               | Esemény                   | Idő       | Helyezés  | Idő               | Helyezés          | Idő               | Helyezés          |
| ----------------------- | ------------------------- | --------- | --------- | ----------------- | ----------------- | ----------------- | ----------------- |
| Mhasin El Nour Fadlalla | Női 50 méteres gyorsúszás | 38.15     | 81        | Nem jutott tovább | Nem jutott tovább | Nem jutott tovább | Nem jutott tovább |